# Gran Premio d'Australia 2001
Il Gran Premio d'Australia 2001 è stato un Gran Premio di Formula 1 disputato il 4 marzo 2001 sul Circuito Albert Park di Melbourne. La gara fu vinta da Michael Schumacher su Ferrari, seguito da David Coulthard su McLaren-Mercedes e dal compagno di squadra Rubens Barrichello.
La gara vide sia il debutto di Juan Pablo Montoya e dei due futuri campioni del mondo Fernando Alonso e Kimi Räikkönen sia il ritorno in Formula 1 della Michelin. La casa francese, che aveva abbandonato le competizioni al termine della stagione 1984, si accordò con Williams, Benetton, Jaguar, Minardi e Prost per la fornitura degli pneumatici, ponendo fine al monopolio della Bridgestone che durava dalla stagione 1999.

## Vigilia

### Aspetti tecnici
Molte squadre portarono in pista delle grosse novità rispetto alle vetture mostrate alle presentazioni ufficiali e impiegate nei test pre-stagionali. In particolare, la Ferrari introdusse diverse appendici aerodinamiche, tra le quali le più vistose furono delle alette montate sulla parte esterna delle fiancate, e delle nuove prese d'aria per i freni, che dovevano garantire un miglior raffreddamento e una migliore deviazione dei flussi d'aria attorno alle ruote. La Williams introdusse delle paratie verticali sotto l'alettone anteriore, sfruttando lo spazio di 50 cm entro il quale l'alettone poteva avere un'altezza più ridotta da terra.

## Prove libere

### Resoconto
Nonostante i nuovi regolamenti imposti dalla FIA per ridurre la velocità delle monoposto, sin dalle prove libere i piloti girarono su tempi molto più veloci di quelli degli anni precedenti, battendo addirittura il record sul giro fatto segnare nel 1997 da Jacques Villeneuve, alla guida di una vettura equipaggiata con pneumatici slick.
Durante le prove di venerdì Michael Schumacher fu protagonista di uno spettacolare incidente, durante il quale la sua Ferrari si capovolse più volte; il pilota tedesco ne uscì illeso.

### Risultati
I risultati della prima sessione di prove libere di venerdì furono i seguenti:
| Pos | No | Pilota             | Costruttore      | Tempo    |
| --- | -- | ------------------ | ---------------- | -------- |
| 1   | 2  | Rubens Barrichello | Ferrari          | 1'29"056 |
| 2   | 1  | Michael Schumacher | Ferrari          | 1'29"368 |
| 3   | 3  | Mika Häkkinen      | McLaren-Mercedes | 1'30"037 |

I risultati della seconda sessione di prove libere di venerdì furono i seguenti:
| Pos | No | Pilota             | Costruttore  | Tempo    |
| --- | -- | ------------------ | ------------ | -------- |
| 1   | 2  | Rubens Barrichello | Ferrari      | 1'28"965 |
| 2   | 12 | Jarno Trulli       | Jordan-Honda | 1'29"267 |
| 3   | 1  | Michael Schumacher | Ferrari      | 1'29"284 |

I risultati della sessione di prove libere di sabato mattina furono i seguenti:
| Pos | No | Pilota             | Costruttore      | Tempo    |
| --- | -- | ------------------ | ---------------- | -------- |
| 1   | 4  | David Coulthard    | McLaren-Mercedes | 1'27"540 |
| 2   | 1  | Michael Schumacher | Ferrari          | 1'27"561 |
| 3   | 3  | Mika Häkkinen      | McLaren-Mercedes | 1'27"775 |

## Qualifiche

### Resoconto
Michael Schumacher continuò la serie di quattro pole position consecutive conquistate nelle ultime quattro gare dell'anno precedente, dominando le qualifiche e facendo segnare il miglior tempo con quasi quattro decimi di vantaggio sul compagno di squadra Barrichello. I due piloti della Ferrari furono seguiti da Häkkinen, Frentzen con la Jordan e da Ralf Schumacher su Williams. Coulthard, insoddisfatto dell'assetto della sua vettura, peggiorò il tempo fatto segnare nelle prove libere del mattino, piazzandosi solo sesto e precedendo Trulli, Villeneuve, Panis e Heidfeld.
I debuttanti Montoya, Räikkönen, Bernoldi e Alonso si piazzarono rispettivamente in dodicesima, tredicesima, diciottesima e diciannovesima posizione: il pilota della Williams subì un distacco di oltre un secondo dal compagno di squadra, mentre il giovane spagnolo ottenne una prestazione sorprendente al volante della poco competitiva Minardi, riuscendo a precedere la Jaguar di Burti e la Prost di Mazzacane. Le Benetton si mostrarono poco competitive, con Button e Fisichella relegati al sedicesimo e diciassettesimo posto. In fondo al gruppo, Marques rimase fuori dal 107% del tempo della pole position, limite massimo consentito per essere ammesso alla gara: tuttavia, i commissari di gara decisero in via eccezionale di consentirgli di prendere il via il giorno successivo.

### Risultati
| Pos                         | No | Pilota                | Costruttore      | Pneumatici | Tempo     | Distacco |
| --------------------------- | -- | --------------------- | ---------------- | ---------- | --------- | -------- |
| 1                           | 1  | Michael Schumacher    | Ferrari          | B          | 1'26"892  |          |
| 2                           | 2  | Rubens Barrichello    | Ferrari          | B          | 1'27"263  | +0"371   |
| 3                           | 3  | Mika Häkkinen         | McLaren-Mercedes | B          | 1'27"461  | +0"469   |
| 4                           | 11 | Heinz-Harald Frentzen | Jordan-Honda     | B          | 1'27"658  | +0"766   |
| 5                           | 5  | Ralf Schumacher       | Williams-BMW     | M          | 1'27"719  | +0"827   |
| 6                           | 4  | David Coulthard       | McLaren-Mercedes | B          | 1'28"010  | +1"118   |
| 7                           | 12 | Jarno Trulli          | Jordan-Honda     | B          | 1'28"377  | +1"485   |
| 8                           | 10 | Jacques Villeneuve    | BAR-Honda        | B          | 1'28"435  | +1"543   |
| 9                           | 9  | Olivier Panis         | BAR-Honda        | B          | 1'28"518  | +1"626   |
| 10                          | 16 | Nick Heidfeld         | Sauber-Petronas  | B          | 1'28"615  | +1"723   |
| 11                          | 6  | Juan Pablo Montoya    | Williams-BMW     | M          | 1'28"738  | +1"846   |
| 12                          | 18 | Eddie Irvine          | Jaguar-Ford      | M          | 1'28"965  | +2"073   |
| 13                          | 17 | Kimi Räikkönen        | Sauber-Petronas  | B          | 1'28"993  | +2"101   |
| 14                          | 22 | Jean Alesi            | Prost-Acer       | M          | 1'29"893  | +3"001   |
| 15                          | 14 | Jos Verstappen        | Arrows-Asiatech  | B          | 1'29"934  | +3"042   |
| 16                          | 8  | Jenson Button         | Benetton-Renault | M          | 1'30"035  | +3"143   |
| 17                          | 7  | Giancarlo Fisichella  | Benetton-Renault | M          | 1'30"209  | +3"317   |
| 18                          | 15 | Enrique Bernoldi      | Arrows-Asiatech  | B          | 1'30"520  | +3"628   |
| 19                          | 21 | Fernando Alonso       | Minardi-European | M          | 1'30"657  | +3"765   |
| 20                          | 23 | Gastón Mazzacane      | Prost-Acer       | M          | 1'30."796 | +3"904   |
| 21                          | 19 | Luciano Burti         | Jaguar-Ford      | M          | 1'30"978  | +3"986   |
| Tempo limite 107%: 1:32.974 |    |                       |                  |            |           |          |
| 22                          | 20 | Tarso Marques         | Minardi-European | M          | 1'33"228  | +6"336   |

## Gara
Al via Michael Schumacher scattò bene, mantenendo la prima posizione, mentre Barrichello partì malissimo, creando scompiglio alle sue spalle. Alla fine del primo passaggio Schumacher era in testa davanti ad Häkkinen, Frentzen, Ralf Schumacher, Barrichello, Trulli, Coulthard e Villeneuve. Nel corso del secondo giro il pilota tedesco della Williams compì una leggera escursione fuoripista e Barrichello ne approfittò per guadagnare una posizione ed andare all'attacco di Frentzen. Tuttavia, nella foga di recuperare il brasiliano tentò un sorpasso impossibile, mandando in testacoda il pilota della Jordan. Al quinto giro Villeneuve, in lotta con Ralf Schumacher, tamponò la Williams del tedesco, decollando e sbattendo contro il muretto a bordo pista. Nonostante la violenza dell'urto i piloti ne uscirono illesi, ma, come già successo l'anno precedente a Monza, un commissario di percorso, Graham Beveridge, fu colpito alla testa e ucciso da una ruota staccatasi dalla vettura di Villeneuve.
Entrò la safety car, che rimase in pista fino al 15º passaggio. Alla ripresa della corsa Schumacher conduceva davanti ad Häkkinen, Barrichello, Coulthard, Trulli e Panis, ed aumentò in modo costante il proprio vantaggio sul pilota finlandese. Quest'ultimo perse le residue possibilità di vittoria quando, nel corso del 26º giro, sulla sua McLaren cedette la sospensione anteriore destra, spedendolo violentemente contro le barriere. Dopo il ritiro del rivale Schumacher poté limitarsi ad amministrare la gara davanti a Coulthard e Barrichello. Alle spalle del terzetto di testa Trulli e Panis si contesero il quarto posto, con il francese che ebbe la meglio sul rivale, il quale sarebbe poi stato costretto al ritiro da un problema agli scarichi. La quinta posizione fu quindi occupata da Heidfeld, che la mantenne fino al traguardo nonostante la rimonta di Frentzen nei suoi confronti. Montoya, dopo un'escursione fuori pista nelle prime fasi di gara, rimontò fino a occupare temporaneamente il terzo posto, ma si ritirò al 40º giro per un guasto al motore.

### Risultati
| Pos | №  | Pilota                | Costruttore      | Pneumatici | Giri | Tempo/Ritiro e posizione al ritiro | Partenza | Punti |
| --- | -- | --------------------- | ---------------- | ---------- | ---- | ---------------------------------- | -------- | ----- |
| 1   | 1  | Michael Schumacher    | Ferrari          | B          | 58   | 1h38'26"533                        | 1        | 10    |
| 2   | 4  | David Coulthard       | McLaren-Mercedes | B          | 58   | +1"718                             | 6        | 6     |
| 3   | 2  | Rubens Barrichello    | Ferrari          | B          | 58   | +33"491                            | 2        | 4     |
| 4   | 16 | Nick Heidfeld         | Sauber-Petronas  | B          | 58   | +1'11"479                          | 10       | 3     |
| 5   | 11 | Heinz-Harald Frentzen | Jordan-Honda     | B          | 58   | +1'12"807                          | 4        | 2     |
| 6   | 17 | Kimi Räikkönen        | Sauber-Petronas  | B          | 58   | +1'24"143                          | 13       | 1     |
| 7   | 9  | Olivier Panis         | BAR-Honda        | B          | 58   | +1'27"050                          | 9        |       |
| 8   | 19 | Luciano Burti         | Jaguar-Ford      | M          | 57   | +1 giro                            | 21       |       |
| 9   | 22 | Jean Alesi            | Prost-Acer       | M          | 57   | +1 giro                            | 14       |       |
| 10  | 14 | Jos Verstappen        | Arrows-Asiatech  | B          | 57   | +1 giro                            | 15       |       |
| 11  | 18 | Eddie Irvine          | Jaguar-Ford      | M          | 57   | +1 giro                            | 12       |       |
| 12  | 21 | Fernando Alonso       | Minardi-European | M          | 56   | +2 giri                            | 19       |       |
| 13  | 7  | Giancarlo Fisichella  | Benetton-Renault | M          | 55   | +3 giri                            | 17       |       |
| 14  | 8  | Jenson Button         | Benetton-Renault | M          | 52   | Scarico                            | 16       |       |
| Rit | 6  | Juan Pablo Montoya    | Williams-BMW     | M          | 40   | Motore (3°)                        | 11       |       |
| Rit | 12 | Jarno Trulli          | Jordan-Honda     | B          | 38   | Motore (13°)                       | 7        |       |
| Rit | 3  | Mika Häkkinen         | McLaren-Mercedes | B          | 25   | Incidente (2°)                     | 3        |       |
| Rit | 5  | Ralf Schumacher       | Williams-BMW     | M          | 4    | Collisione con J. Villeneuve (6°)  | 5        |       |
| Rit | 10 | Jacques Villeneuve    | BAR-Honda        | B          | 4    | Collisione con R. Schumacher (7°)  | 8        |       |
| Rit | 20 | Tarso Marques         | Minardi-European | M          | 3    | Motore (20°)                       | 22       |       |
| Rit | 15 | Enrique Bernoldi      | Arrows-Asiatech  | B          | 2    | Incidente (17°)                    | 18       |       |
| Rit | 23 | Gastón Mazzacane      | Prost-Acer       | M          | 0    | Testacoda (20°)                    | 20       |       |

## Classifiche

### Piloti
| Pos. | Pilota                | Punti |
| ---- | --------------------- | ----- |
| 1    | Michael Schumacher    | 10    |
| 2    | David Coulthard       | 6     |
| 3    | Rubens Barrichello    | 4     |
| 4    | Nick Heidfeld         | 3     |
| 5    | Heinz-Harald Frentzen | 2     |
| 6    | Kimi Räikkönen        | 1     |

### Costruttori
| Pos. | Team             | Punti |
| ---- | ---------------- | ----- |
| 1    | Ferrari          | 14    |
| 2    | McLaren-Mercedes | 6     |
| 3    | Sauber-Petronas  | 4     |
| 4    | Jordan-Honda     | 2     |

## Decisioni della FIA
Dopo la gara, Panis fu penalizzato di 25 secondi per aver sopravanzato Trulli in un punto in cui erano esposte le bandiere gialle. Heidfeld e Frentzen furono quindi promossi rispettivamente al quarto e al quinto posto, mentre Räikkönen, settimo al traguardo, conquistò a tavolino il primo punto in carriera all'esordio.